# Gutshof Žeimiai

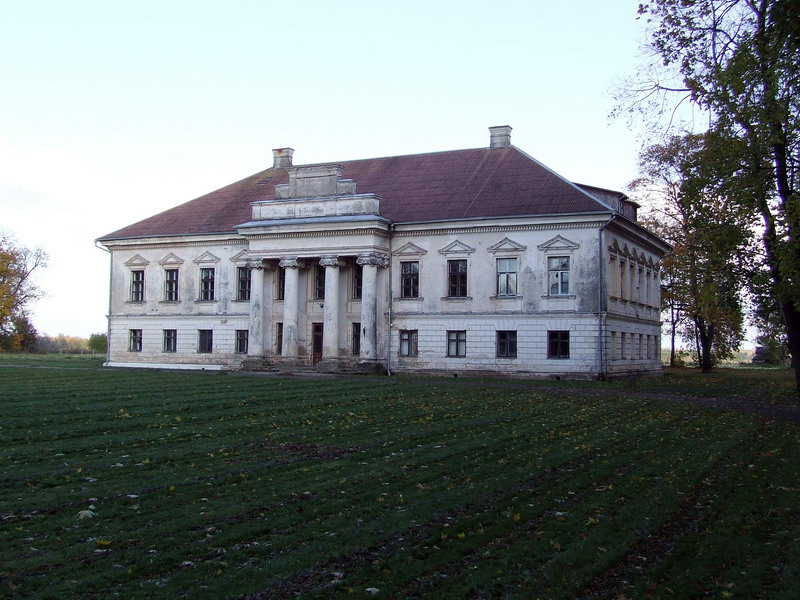
Schloss Žeimiai

Der Gutshof Žeimiai (litauisch Žeimių dvaras) ist ein Gutshof im Städtchen Žeimiai in der Rajongemeinde Jonava (Bezirk Kaunas, Litauen) an der Landstraße von Jonava nach Šėta. Das Schloss im spätklassizistischen Stil ist ein Architekturdenkmal. Es gibt einen Park mit 20 Pflanzenarten.

## Geschichte
1387 schenkte Jogaila den Gutshof an Skirgaila. Danach ging der Hof an Zavišos und im 17. Jahrhundert an Medekšos über. Von 1676 bis 1690 baute D. Medekša das Zentralschloss. 1780 ging der Gutshof an die Kossakowskis über. Im 18. Jahrhundert wurde die Kapelle Žeimiai gebaut.
1890 inventarisierte und renovierte man den Gutshof. 1940 wurde er nationalisiert. Nach dem Zweiten Weltkrieg gab es hier Wohnungen und eine Bibliothek. Von 1959 bis 1965 war hier ein Landwirtschaftstechnikum, danach ein Wohnheim für Schüler untergebracht.

## Gegenwart
Der Gutshof wurde privatisiert und wird mit privaten sowie EU-Mitteln erneuert. Es gibt pädagogische und Kulturveranstaltungen. Das Schloss wird renoviert.